# Sante Vandi
Sante Vandi (1653-1716) fut un portraitiste italien de la période baroque. Il fut l'élève de Carlo Cignani.
Il est également connu sous le nom de Santino da' Ritratti (littéralement : petit saint des portraits). 
Au début de sa vie, il peint à Bologne, mais est ensuite employé à Mantoue ainsi que dans d'autres villes du centre de l'Italie. 
Il obtient des commandes régulières et laisse à la postérité un grand nombre de portraits, principalement de petite taille. 
Santo Vandi est mort à Lorette dans les Marches italiennes.